# Однорукий меченосец
«Однорукий меченосец» (также известен как Однорукий воин) (кит. 獨臂刀, англ. One-Armed Swordsman) — гонконгский фильм режиссёра Чжан Чэ, снятый на студии братьев Шао. Премьера фильма состоялась в Гонконге 26 июля 1967 года. Успешные кассовые сборы фильма принесли Чэ прозвище «Режиссёр миллиона» (кит. трад. 百萬導演). Трилогия «однорукого меченосца» Чжан Чэ также включает в себя «Возвращение однорукого меченосца» (1969) и «Новый однорукий меченосец» (1971).

## Сюжет
Школа Золотого Меча атакована бандитами. Слуга Фан Чан жертвует собой, чтобы защитить своего хозяина Ци Жуфэна. В благодарность Ци Жуфэн принимает сына Фан Чана, Фан Гана, к себе в ученики. Спустя годы Фан Гана презирают другие ученики из-за его бедного происхождения. Решив, что он будет проблемой для своего хозяина, Фан Ган покидает школу, но сталкивается с другими учениками и дочерью учителя, Ци Пэйэр. В поединке Ци Пэйэр отрубает руку Фан Гану, после чего он скрывается. Проходя по мосту, парень теряет сознание и падает в лодку крестьянки Сяо Мань.
Сяо Мань лечит незнакомца у себя дома, после чего они влюбляются друг в друга. Фан Ган подавлен, так как из-за отсутствия одной руки он не может практиковать искусство фехтования. Неохотно, Сяо Мань даёт ему полусожённое руководство кунг-фу, которое она унаследовала от своих родителей. С помощью руководства Фан Ган способен освоить новый стиль боя, делая себя сильнее, чем прежде.
Тем временем Ци Жуфэн готовится к своему 55-летию и приглашает всех своих учеников на праздник, чтобы выбрать своего преемника, так он может уйти из мира боевых искусств. Однако, его старые враги, Длиннорукий Дьявол и Чэн Тяньшоу, пользуются этим, чтобы уничтожить Ци Жуфэна. С помощью нового приспособления бандиты уничтожают учеников мастера, идущих на праздник, одного за другим.
Фан Ган случайно узнаёт о заговоре и, нарушая обещание Сяо Мань не возвращаться в мир боевых искусств, спешит на помощь своего бывшего учителя. На пути к учителю Фан Ган уничтожает многих сообщников Длиннорукого Дьявола. Перед приходом Фан Гана Дьявол успевает убить многих учеников Ци Жуфэна и ранить его самого. В ожесточённом поединке Фан Ган расправляется с Дьяволом, но решает вернуться к Сяо Мань и стать фермером вместо того, чтобы остаться и занять место учителя.

## В ролях
| Актёр         | Роль               |
| ------------- | ------------------ |
| Джимми Ван    | Фан Ган            |
| Лиза Цзяо     | Сяо Мань           |
| Пань Инцзы    | Ци Пэйэр           |
| Чэнь Яньянь   | жена Жуфэна        |
| Ян Чжицин     | Длиннорукий Дьявол |
| Тянь Фэн      | Ци Жуфэн           |
| Чжэн Лэй      | Дэн Чун            |
| Чжан Пэйшань  | Сунь Хао           |
| Хуан Цзунсюнь | Вэй Сюань          |
| Ван Гуанъюй   | Пэй Сюнь           |

| Актёр       | Роль                  |
| ----------- | --------------------- |
| Ку Фэн      | Фан Чан               |
| Фань Мэйшэн | Го Шэн / брат Хуа     |
| Тан Ди      | Чэн Тяньшоу           |
| Тан Цзя     | Дин Пэн               |
| Фань Дань   | богатый ученик Жуфэна |
| Ван Шицзе   | Цинь Дачуань          |
| Чжао Сюн    | А Шунь                |
| Лю Цзялян   | Ба Шуан               |
| Лау Кавин   | ученик Жуфэна         |
| Цзе Юань    | Лу Чжэнь              |

## Съёмочная группа
- Компания: Shaw Brothers
- Исполнительный продюсер: Шао Жэньмэй[кит.]
- Режиссёр: Чжан Чэ
- Сценарист: Чжан Чэ, Ни Куан[кит.]
- Ассистент режиссёра: Хуан Юаньшэн
- Постановка боевых сцен: Лю Цзялян, Тан Цзя[кит.]
- Художник: Чань Кэйёй
- Монтажёр: Цзян Синлун
- Грим: Фан Юань
- Оператор: Юнь Чансам, Куан Ханьлэ
- Композитор: Ван Фулин[кит.]